# Icon (Paradise Lost)
Icon è il quarto album in studio del gruppo musicale britannico Paradise Lost, pubblicato nel 1993 dalla Music for Nations.

## Tracce
1. Embers Fire – 4:44
2. Remembrance – 3:26
3. Forging Sympathy – 4:43
4. Joys of the Emptiness – 3:29
5. Dying Freedom – 3:43
6. Widow – 3:04
7. Colossal Rains – 4:35
8. Weeping Words – 3:50
9. Poison – 3:00
10. True Belief – 4:30
11. Shallow Seasons – 4:55
12. Christendom – 4:30
13. Deus Misereatur – 1:57

## Formazione del gruppo
- Nick Holmes - voce
- Gregor Mackintosh - chitarra
- Aaron Aedy - chitarra
- Stephen Edmondson - basso
- Matt Archer - batteria